# Логика (рассказ)
«Логика» (англ. Reason) — научно-фантастический рассказ Айзека Азимова, написанный в 1941 году и впервые опубликованный в апреле 1942 года в журнале Astounding Science Fiction. Рассказ вошёл в авторские сборники: Я, Робот  (I, Robot) (1950), The Complete Robot (1982) и Robot Visions (1990). В рассказе действуют постоянные персонажи книг Азимова: Пауэлл (Powell) и Донован (Donovan)

## Сюжет
Пауэлл и Донован были счастливы, что их перевели из пекла Меркурия в прохладу космической станции. Станция служила для снабжения Земли энергией, обслуживалась роботами и управлялась двумя людьми, для замены которых была создана новая модель роботов КТ. 
Однако первый робот этой модели, КТ-1, составленный и активированный роботехниками, наотрез отказывается считать, что создан людьми и считает, что его сотворил Господин. Под этим Господином робот понимал сложный механизм преобразователя энергии станции. Аргументы людей отметаются логикой робота. В конце концов КТ-1 отстраняет людей от управления станцией и заключает их под домашний арест. 
Надвигается электронная буря, вызванная повышенной солнечной активностью, которая может повлиять на луч, передающий энергию со станции на Землю, а при малейшем его отклонении на Земле произойдёт катастрофа. Тем не менее, передача проходит блестяще, и роботехников озаряет идея, что таким образом робот всего лишь выполнил Первый закон роботехники, поскольку совершил все операции лучше и безопаснее, чем люди, а воззрения робота в данном случае никакого значения не имеют.

## Переводы рассказа
На русском языке рассказ впервые издавался в 1964 году в переводе А. Иорданского, периодически издаваемом до сих пор. Позже был также сделан перевод Д. Скворцова с названием «Здравый смысл».